# World Club Challenge 2011
El World Club Challenge de 2011 fue la decimonovena edición del torneo de rugby league más importante de clubes a nivel mundial.

## Formato
Se enfrentan los campeones del año anterior de las dos ligas más importantes de rugby league del mundo, la National Rugby League y la Super League.

## Participantes
| Liga                       | Ganador                      |
| -------------------------- | ---------------------------- |
| National Rugby League 2010 | St. George Illawarra Dragons |
| Super League XV            | Wigan Warriors               |

## Encuentro
| 27 de febrero de 2011 | Wigan Warriors | 15 - 21 | St. George Illawarra Dragons | DW Stadium, Wigan               |  |
|                       |                |         |                              | Asistencia: 24 268 espectadores |  |

| Bandera de Australia                 |
| Campeón St. George Illawarra Dragons |
| Primer título                        |